# Грин, Морис (легкоатлет)
Морис Грин (англ. Maurice Greene; 23 июля 1974, Канзас-Сити) — американский легкоатлет, спринтер. Специализировался в беге на 100 и 200 метров. Двукратный олимпийский чемпион и чемпион мира.
Экс-обладатель мирового рекорда на 100 м (9,79 с) и на 60 м (6,39 с)  в помещении. За годы карьеры 53 раза выбегал из 10 секунд на официальных соревнованиях (результат впоследствии превзойдён Асафой Пауэллом).

## Биография

### Начало
Родился в Канзас-Сити (Канзас) в семье Эрнеста и Джекки Грин, младший из четверых детей. Увлёкся лёгкой атлетикой в возрасте 8 лет, под влиянием успехов старшего брата Эрнеста. В начальной школе также увлёкся футболом, но впоследствии всё же сделал выбор в пользу спринта.
По окончании школы поступил в Kansas city Community College, где начал тренироваться под руководством наставника Эла Хобсона. В 1995 году к спортсмену приходят первые большие победы. На внутриамериканских соревнованиях Морису удаётся победить Карла Льюиса.
В 1995 году Грин завоевал место в команде США на чемпионат мира. Показав очень низкий результат, отсеялся ещё в четвертьфинале. В результате травмы пришлось пропустить также и Олимпийские игры 1996 года. Спортсмен был настолько разочарован, что собирался закончить карьеру.
В 1996 году Грин переезжает в Калифорнию и переходит к новому тренеру Джону Смиту. Морис тренируется в одной компании с Джоном Драммондом и Ато Болдоном. Прорыв в результатах наступил в 1997 году. На чемпионате США Морис впервые занимает первое место с личным рекордом 9,90 c и отбирается в команду. В Афинах на чемпионате мира фаворитом считался обладатель лучшего результата сезона в мире на 100 и 200 метров Ато Болдон. Морис тем не менее уверенно завоёвывает первое золото на дистанции 100 м, опередив в финале Донована Бейли. В сезоне 1998 года для американских атлетов не было крупных стартов, но Грин продемонстрировал хорошую форму, за год 10 раз выйдя из 10 секунд. Также ему удаётся сделать дубль (100 и 200 м) на престижном мемориале Префонтейна. В этом же году американский легкоатлет бьёт мировой рекорд на 60 метров в помещении.

### 1999—2000 год
Пиком карьеры Грина становится 1999 год. В июне на соревнованиях в Афинах он устанавливает мировое достижение 9,79 с, Грин отбирает прежнее результат у Донована Бейли, вернув рекорд в США.
На чемпионате мира Грин одерживает заветную для спринтеров тройную победу: 100 м, 200 м и эстафета 4×100 м, где он как лидер команды бежал на последнем этапе. По ходу чемпионата Грин не проиграл ни одного старта. На 100 метровке Грин устанавливает рекорд чемпионатов мира 9,80 с. В течение года американский спринтер проиграл всего один старт в летнем сезоне.
На Игры в Сиднее Морис Грин приезжает признанным фаворитом. В итоге он одержал безоговорочную победу, опередив второго призера Ато Болдона в финале на 12 сотых секунды, подчеркнув своё преимущество поворотом головы в сторону противника. Морису вместе с товарищами по команде также удалось победить в эстафете 4×100 м. В 2000 году Грину покоряется Золотая Лига, 12 килограммовый слиток он разделил с Хишамом Эль-Герружем и Татьяной Котовой.
В 1998—2001 годах в течение четырёх сезонов Морис Грин возглавлял список лучших результатов сезона в мире в беге на 100 м. Вместе с тренером спортсмен планировал в ближайшее время преодолеть рубеж 9.70.

### Конец карьеры
В 2001 году Грин последний раз завоевал золото на чемпионате мира. В январе 2002 года Грин попал в аварию. Во время поездки на мотоцикле недалеко от Лос-Анджелеса атлета сбил автомобиль и Грин получил перелом ноги. В том же году дом Мориса сильно пострадал от одного из лесных пожаров, охвативших Калифорнию. В 2003 году спортсмен фактически пропустил сезон из-за травмы бедренной мышцы, закончив год на 9-м месте в списке лучших результатов сезона.
Только к началу 2004 года спортсмен восстановился от мучивших травм и последствий перелома. В мае он показал результат 9,78 (с попутным ветром) на соревнованиях в Карсоне. Одержав победу на чемпионате США Грин отобрался на игры в Афинах и был преисполнен победных планов. На играх в результате он завоевал только бронзу на 100-метровке. В эстафете 4×100 м спортсмены США заняли второе место, неожиданно проиграв четвёрке из Великобритании одну сотую секунды.
После игр травмы продолжали преследовать атлета, и он только эпизодически появлялся на соревнованиях. В 2007 году 32-летний спортсмен принял участие в последних своих крупных стартах — Миллроузских играх, вместе с уходившей из спорта Гейл Диверс. В 2008 году Морис объявил что заканчивает спортивную карьеру. Сразу после этого сообщения в СМИ появилась информация о том, что он был замешан в допинговом скандале. В 2003—2004 годах, по сообщению New York Times, Грин заплатил $10 000 за стимулирующие препараты и этот факт стал известен IAAF. Когда от Грина потребовали официальных объяснений, он сообщил, что покупал препараты не для себя, и отказался от более подробных комментариев. В ходе своей карьеры Грин ни разу не попадался на использовании допинга и неоднократно высказывался о том, что он категорически против использования стимулирующих препаратов в спорте. Между тем, многие его товарищи по команде (Джастин Гэтлин, Тим Монтгомери, Марион Джонс) были уличены в использовании допинга.

## Жизнь вне спорта
В настоящее время Морис консультирует некоторых легкоатлетов, но тренерской деятельностью не занимается. Несколько раз исполнял почётную роль посла доброй воли IAAF и ведёт блог соответствующей тематики на своём web-сайте.
Морис Грин одинок. Он растит дочь Риан Александрию. Некоторое время встречался с актрисой и моделью Клаудиа Джордан. Проживает в пригороде Лос-Анджелеса, районе Гранада-Хиллс.
По окончании спортивной карьеры он стал известной публичной фигурой, приняв участие в нескольких популярных в США реалити-шоу Dancing with the Stars (Танцы со звёздами) и Blind Date (Свидание вслепую). В 7-м сезоне «Танцев со звёздами» (2008 год), вместе с партнёршей Шерил Бёрк, Морис Грин занял 5-е место по результатам выступления в программе латиноамериканских танцев.
В 2011 году Морис выступил в роли эксперта канала Eurosport, он брал интервью у участников чемпионата мира по лёгкой атлетике и комментировал в прямом эфире их выступления. В 2013 году — ведущий ежемесячной программы (март—август) «Greene Light», на которой он встречался со звёздами спорта, перед чемпионатом мира в Москве.

## Личные рекорды
- на открытом воздухе
  - 100 метров — 9,79 с (Афины, 1999)
  - 200 метров — 19,86 с (Стокгольм, 1997)
- в помещении
  - 50 метров — 5,56 с (Лос-Анджелес, 1999)
  - 60 метров — 6,39 с (Мадрид, 1999 и Атланта, 2001)